# Ульяновское (Кабардино-Балкария)
Улья́новское — село в Прохладненском районе Кабардино-Балкарской Республики. Административный центр муниципального образования «Сельское поселение Ульяновское».

## География
Селение расположено в северо-восточной части Прохладненского района. Находится в 20 км к северо-востоку от районного центра Прохладный и в 85 км от города Нальчик.
Граничит с землями населённых пунктов: Гвардейское на севере, Восточное на северо-востоке, Виноградное на юге и Пролетарское на юго-западе.
Населённый пункт расположен на наклонной Кабардинской равнине, в равнинной зоне республики. Средние высоты на территории села составляют около 210 метров над уровнем моря. Плоскостная слабо волнистая равнина имеет постепенное общее понижение с северо-запада на юго-восток. В окрестностях имеются различные бугристые и курганные возвышенности.
Естественная гидрографическая сеть на территории села отсутствует и она представлена в основном искусственными водоканалами. Так к западу от села проходит магистральный канал Бригадный. У южной окраины расположены запруднённые озёра.
Территория муниципального образования расположено в равнинной зоне, в переходной полосе от предгорных чернозёмов к лугово-каштановым почвам. Почвообразующей породой являются — лёссовидные суглинки. Почвенный покров на всей площади почти однороден. По обеспеченности подвижным фосфором относятся к группе низко обеспеченных. Содержание калия повышенное. Реакция почвенного раствора слабощелочная. РН 7,6 — 7,9 благоприятна для роста и развития всех сельскохозяйственных культур умеренных поясов.
Климат влажный умеренный. Средняя температура воздуха в июле достигает +25,0°С, в январе она составляет около -1,5°С. В целом, среднегодовая температура воздуха составляет +11,0°С, при среднегодовом количество осадков в 600 мм. Основные ветры восточные и северо-западные. В конце лета возможны суховеи, дующие со стороны Прикаспийской низменности.

## История
Село основано в 1962 году на базе одного из отделений зерносовхоза «Прималкинский».
В 1962 году селение было включено в состав новообразованного Зерносовхозского сельсовета.
С 1970-х годов в селе проживает крупная диаспора турок-месхетинцев, которые не получив возможности вернуться на свою историческую родину Месхетия в Грузии, были расселены в различных регионах Северного Кавказа. Ныне турецкая диаспора составляет большинство населения в селе.
В 1997 году в результате разукрупнения Красносельской сельской администрации, на части его территории была образована Ульяновская сельская администрация, с административным центром в селе Ульяновское.

## Население
| 2002 | 2010 | 2021 |
| ---- | ---- | ---- |
| 500  | ↘492 | ↗605 |

Национальный состав
По данным Всероссийской переписи населения 2021 года:
| Народ                | Численность, чел. | Доля от всего населения, % |
| -------------------- | ----------------- | -------------------------- |
| турки                | 430               | 71,07 %                    |
| русские              | 117               | 19,34 %                    |
| балкарцы             | 29                | 4,79 %                     |
| кабардинцы (черкесы) | 7                 | 1,16 %                     |
| другие               | 22                | 3,64 %                     |
| нет / не указано     | 0                 | 0                          |
| всего                | 605               | 100 %                      |

Половозрастной состав
По данным Всероссийской переписи населения 2010 года:
| Возраст     | Мужчины, чел. | Женщины, чел. | Общая численность, чел. | Доля от всего населения, % |
| ----------- | ------------- | ------------- | ----------------------- | -------------------------- |
| 0 — 14 лет  | 66            | 52            | 118                     | 23,98 %                    |
| 15 — 59 лет | 159           | 161           | 320                     | 65,04 %                    |
| от 60 лет   | 24            | 30            | 54                      | 10,98 %                    |
| Всего       | 249           | 243           | 492                     | 100 %                      |

Мужчины — 249 чел. (50,61 %). Женщины — 243 чел. (49,39 %).
Средний возраст населения — 32,6 лет. Медианный возраст населения — 30,3 лет.
Средний возраст мужчин — 30,4 лет. Медианный возраст мужчин — 29,3 лет.
Средний возраст женщин — 34,5 лет. Медианный возраст женщин — 31,2 лет.

## Образование
- МКДОУ Начальная школа Детский сад № 1 — ул. Цветочная, 2.

Из-за отсутствия среднеобразовательных учреждений на территории села, школьники едут в соседнее село — Пролетарское.

## Здравоохранение
- Участковая больница — ул. Цветочная, 2 «а».

## Культура
- МКУК Культурно-досуговый центр — ул. Первомайская, 1.

## Улицы
На территории села зарегистрировано 6 улиц:

| Зелёная    |
| Молодёжная |

| Первомайская |
| Садовая      |

| Цветочная |
| Школьная  |